# Смілга Івар Тенісович
Івар Тенісовіч Смілга (латис. Ivars Smilga 19 листопада (2 грудня) 1892, Алоя, Вольмарський повіт Ліфляндської губернії, тепер Латвія — розстріляний 10 січня 1937, Москва) — радянський політичний, державний і партійний діяч, економіст. Член ЦК ВКП(б) (1917—1920, 1925—1927), кандидат у члени ЦК ВКП(б) (1920—1921, 1922—1923, 1924—1925).

## Життєпис
Згідно зі свідоцтвом про народження, народився 19 листопада (2 грудня) 1892 року в містечку Алоя в родині «господаря» (землевласника) Теніса Смілге і його дружини Аннетт Юлії Лінде. Хрещений у місцевій парафії 31 грудня 1892 року. Батько-лісник, розстріляний в 1906 році за участь у революційних подіях 1905 року в Латвії.
Івар Смілга три роки навчався в початковому училищі, потім перейшов до реального училища, де навчався шість років. Здобув середню освіту.
Член РСДРП(б) з січня 1907 року.
У 1910 році приїхав до Москви та вступив до Імператорського Московського університету (за іншими даними — на юридичний факультет Університету Шанявського ). У 1910 році заарештований, місяць перебував у в'язниці. Після виходу з ув'язнення вів підпільну роботу в Лефортовському районі Москви. У липні 1911 року за участь у студентській демонстрації був виключений з університету, з липня по жовтень 1911 року перебував у в'язниці. У жовтні 1911 року засланий до Вологодської губернії, де перебував до 1914 року.
З листопада 1914 по травень 1915 року — член Петроградського комітету РСДРП(б). У травні 1915 року заарештований в Петрограді. У червні 1915 року за нелегальну пропагандистську діяльність засланий Єнісейської губернії, звідки після Лютневої революції 1917 року звільнився за загальною амністією. 
У березні 1917 року повернувся до Петрограда, став членом Кронштадтського комітету РСДРП(б). У квітні 1917 року відправлений представником ЦК РСДРП(б) в Фінляндію.
З середини 1917 по березень 1918 року — голова обласного виконавчого комітету армії, флоту і робітників Фінляндії та голова Фінляндського обласного комітету РСДРП(б). Підтримував зв'язок з Володимиром Леніним, який перебував тоді у Гельсінгфорсі. Смілга брав активну участь у підготовці жовтневого повстання в Петрограді. 25 жовтня 1917, в день повстання, здійснив перекидання вірних більшовикам військ з Фінляндії в Петроград, які взяли участь в штурмі Зимового палацу .
З лютого по березень 1918 року — уповноважений Ради народних комісарів РРФСР в Фінляндії. Один із головних організаторів революційного руху в Фінляндії, проте після поразки в березні 1918 року фінської революції повернувся в Петроград.
З березня 1918 року — член редакційної колегії газети «Петроградская правда». З 11 по 22 березня 1918 року — комісар Ради народних комісарів Петроградської трудової комуни по Петроградському військовому округу.
З 15 квітня по 30 травня 1918 року — військовий комісар Північної ділянки загонів завіси РСЧА. Був членом Революційних військових рад 3-ї армії Східного фронту (з 16 липня по 22 жовтня 1918), Східного фронту (з 28 жовтня 1918 по 3 квітня 1919).
З 18 квітня по 31 травня 1919 року — завідувач політичного відділу Революційної військової ради республіки. 31 травня 1919 — 19 січня 1921 року — начальник Політичного управління Революційної військової ради республіки, керував діяльністю всіх комісарів у РСЧА. Був членом Революційної військової ради республіки з 8 травня 1919 по 24 березня 1923 року .
Член Революційних військових рад Південно-Східного фронту (з 1 жовтня 1919 по 16 січня 1920), Кавказького фронту (з 16 січня по 21 травня 1920 року). Одночасно, з 16 січня по 15 травня 1920 року — командувач Кавказького фронту. З 31 березня по 8 квітня 1920 року — голова Кавказького бюро ЦК РКП(б).
З 30 травня по 24 жовтня 1920 року — член Революційної військової ради Західного фронту. З квітня по червень 1920 року входив до ЦК КП(б) Литви і Білорусі.
Член Революційних військових рад Південного фронту (з 25 жовтня по 10 грудня 1920), Кавказького фронту (з 26 січня по 29 травня 1921) і Кримського фронтів. Брав участь в боях проти військ Олексія Каледіна, Антона Денікіна, повстанських загонів на Кавказі, Уралі та Сибіру, а також у придушенні Вешенського повстання. Судив штаб кінно-зведеного корпусу на чолі з Борисом Думенком.
У 1921—1922 роках — член Ради праці та оборони РРФСР.
21 березня — 26 травня 1921 року — член президії Вищої ради народного господарства (ВРНГ) РРФСР. З березня по грудень 1921 року — голова колегії Головного управління із палива ВРНГ РРФСР.
26 травня 1921  — 15 березня 1923 року — заступник голови Вищої ради народного господарства РРФСР. З травня 1922 по липень 1923 року — голова колегії Головного управління із палива ВРНГ РРФСР. З травня 1922 по травень 1923 року — член колегії Народного комісаріату шляхів сполучення РРФСР (за сумісництвом).
З 20 січня по середину 1923 року — завідувач центрального торгового відділу ВРНГ РРФСР. 15 березня — 21 серпня 1923 року — член президії ВРНГ РРФСР.
7 серпня 1923 — 23 листопада 1926 року — заступник голови Державної планової комісії при Раді праці і оборони РРФСР, один з головних помічників Гліба Кржижановського. З 1923 року викладав у Московській гірничій академії.
З 1925 по січень 1927 року — директор Московського інституту народного господарства імені Плеханова, читав в ньому курс лекцій з економічної політики СРСР.
У внутрішньопартійній боротьбі після смерті Леніна Смілга підтримував Лева Троцького, відігравав провідну роль в Лівій опозиції, його підпис стоїть під усіма її основними документами та відозвами.
У 1927 році працював головою правління Дальбанку в місті Хабаровську Далекосхідного краю.
Смілга привітав учасників останньої публічної демонстрації троцькістів 7 листопада 1927 року і був побитий прихильниками «генеральної лінії партії» . У тому ж 1927 році, як активний учасник троцькістської опозиції, був знятий з усіх посад і виключений з ВКП (б)  .
18 грудня 1927 року виключений із партії.
У 1928 році Особливою нарадою при ОДПУ Смілга був засуджений до чотирьох років заслання і висланий в Мінусинськ. На його проводи на заслання прийшли 1,5 тисячі осіб, перед якими виступив Лев Троцький.
У січні 1930 року разом з Бєлобородовим, Радеком і Преображенським заявив про розрив з троцькізмом.
У січні 1930 року поновлений у ВКП(б) і повернувся до Москви. До липня 1930 року працював заступником начальника мобілізаційно-планового управління ВРНГ СРСР. З липня 1930 по червень 1931 року — начальник мобілізаційно-планового управління ВРНГ СРСР. З червня по листопад 1931 року — начальник мобілізаційно-планового сектора ВРНГ СРСР. Одночасно, 24 липня 1930 — 9 листопада 1931 року — член президії ВРНГ СРСР.
9 листопада 1931 — 1 січня 1933 року — заступник голови Державної планової комісії при РНК СРСР, начальник Управління зведеного планування Державної планової комісії при РНК СРСР. З квітня 1932 по січень 1933 року — член Комітету із товарних фондів при Раді праці та оборони СРСР.
У 1933 році — член правління видавництва «Академія». Паралельно активно займався літературною діяльністю: був редактором відділу закордонних мемуарів у видавництві «Академія», готував до друку твори Сен-Симона, написав передмову до «Похвали глупоті» Еразма Роттердамського, «Посмертних записок Піквікського клубу» Чарльза Дікенса, «Листування братів Кропоткіних».
З 1933 по 1934 рік — заступник голови Державної планової комісії Середньої Азії в Ташкенті.
З 1934 по січень 1935 року перебував у розпорядженні ЦК ВКП(б).
1 січня 1935 року заарештований НКВС і виключений із партії. 10 січня 1937 року Військовою колегією Верховного суду СРСР засуджений до розстрілу за «участь у троцькістській контрреволюційній терористичній організації». Вирок приведений у виконання того ж дня. Тіло кремовано, прах похований в одній із загальних могил Донського кладовища Москви.
Його дружина, Надія Василівна Полуян, член партії з 1915 року, була арештована після чоловіка і розстріляна в Карелії в листопаді 1937 року разом з групою інших більшовиків. Всі її родичі також стали жертвами сталінського терору або загинули в роки війни. Їхню доньку, 20-річну Тетяну Іварівну Смілга-Полуян, в 1939 році разом з чотирма її однокласницями засудили за «контрреволюційну агітацію». У в'язницях, таборах і засланні вона провела 14 років.
3 квітня 1987 року Івар Смілга був реабілітований, посмертно відновлений в комуністичній партії.

## Твори
- Наші погляди. М., 1919
- Війна і мир. лист до товаришів військових комуністів. М., 1920
- Будівництво армії. М., 1920
- Міліційна система. М., 1921
- Чергові питання будівництва Червоної Армії. М., 1921
- Донбас у першій половині 1922 року. М., 1922
- Промисловість напередодні нового бюджетного року. М., 1922
- Військові нариси. М., 1923
- Кон'юнктурний огляд народного господарства. М., 1924
- Промисловість в умовах нової економічної політики. М., 1924
- Осіння криза. М., 1924
- Наше господарське становище. М., 1925
- Сільськогосподарський кредит в Союзі РСР. М., 1925
- Відновлення господарства СРСР і реконструкція його продуктивних сил. М., 1925
- Господарство СРСР в 1923-24 році та перспективи на 1924-25 рік. М., 1925
- Відновлювальний процес. М., 1926
- Господарські підсумки та перспективи. М., 1926
- Економічний бойкот СРСР. М., 1930
- Оборонна робота в промисловості. М., 1931
- Основні лінії розміщення продуктивних сил у другій п'ятирічці. М., 1932